# Alyscamps
Pour l’article ayant un titre homophone, voir Aliscans.
Les Alyscamps sont une nécropole remontant à l'époque romaine située à Arles, dans le département des Bouches-du-Rhône en France.
Propriété de la commune, l'allée des Alyscamps a fait l'objet d'un arrêt très célèbre du Conseil d'État portant sur la domanialité publique.

## Histoire
De l'époque romaine au Moyen Âge, les Alyscamps ont été une nécropole païenne puis chrétienne située à l'entrée sud-est de la cité d'Arles sur la via Aurelia, c'est-à-dire en dehors de la cité comme la plupart des nécropoles romaines. Ils comprenaient de très nombreux sarcophages. 
Dès la fin du IVe siècle, les Alyscamps et le cimetière de Trinquetaille doivent leur célébrité au martyre de Genest, saint arlésien, décapité en 303. Au fil des siècles ce lieu devient si renommé que de nombreuses personnes souhaitent y être enterrées, à l’instar des évêques d’Arles. Des cadavres sont descendus par le Rhône sur de petits bateaux pour y être inhumés ; une somme d'argent étant jointe pour rémunérer les Arlésiens qui mettent en sépulture les défunts.
Aux XIe, XIIe et XIIIe siècles, ce cimetière connu de toute la chrétienté, s'enrichit de nombreuses églises. Au XIe une collégiale est ainsi établie aux Alyscamps, mais vers l’an 1035, cette canonica étant tombée entre des mains laïques, l’archevêque Raimbaud donne aux moines de Saint-Victor de Marseille l’antique église Saint-Genès ainsi que toutes ses dépendances, moyennant le cens d’une livre d’encens à fournir le jour de Saint-Trophime. Les Alyscamps deviennent alors un point de passage obligé du pèlerinage de Compostelle pour les pèlerins provençaux.

Toutefois, en 1152, le transfert des reliques de saint Trophime à la cathédrale Saint-Étienne (devenue par la suite Saint-Trophime), au centre-ville, lui enlève une partie de son prestige. 
À partir de la Renaissance, les prélats, seigneurs et rois dérobent les sarcophages les mieux sculptés pour enrichir leurs collections. Un bateau ainsi chargé coule dans le Rhône vers la fin du XVIe siècle à hauteur de Pont-Saint-Esprit. 
Au cours du XVIe siècle ce quartier fait l'objet d'une première transformation avec le creusement du canal de Craponne qui alimente en eau la Crau, entre Durance et Rhône.
L'église Saint-Honorat des Alyscamps est classée au titre des monuments historiques par la liste de 1840.
En 1848, les Alyscamps ont été profondément modifiés lors de la construction de la voie ferrée Paris-Lyon-Méditerranée et des ateliers afférents. 
La chapelle des Porcelet et le cimetière entourant l'église Saint-Honorat sont classés par la liste de 1862

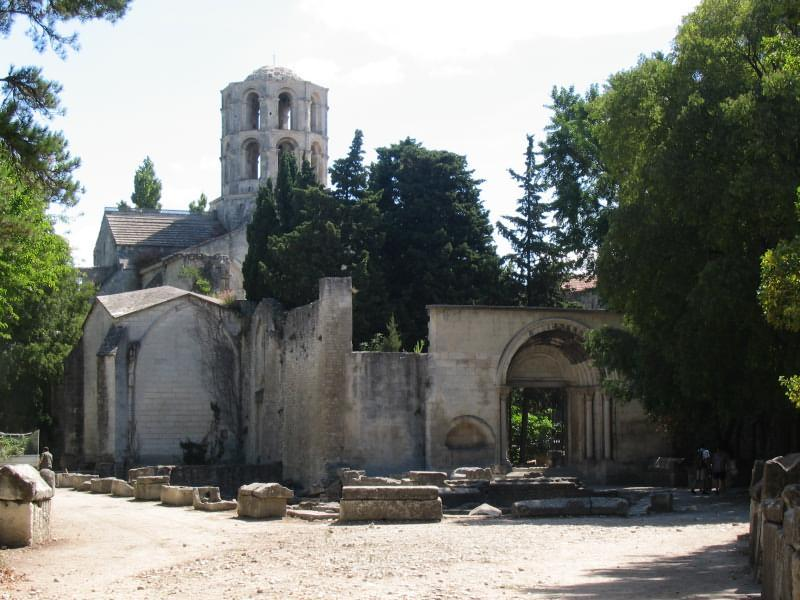
Église Saint-Honorat des Alyscamps.
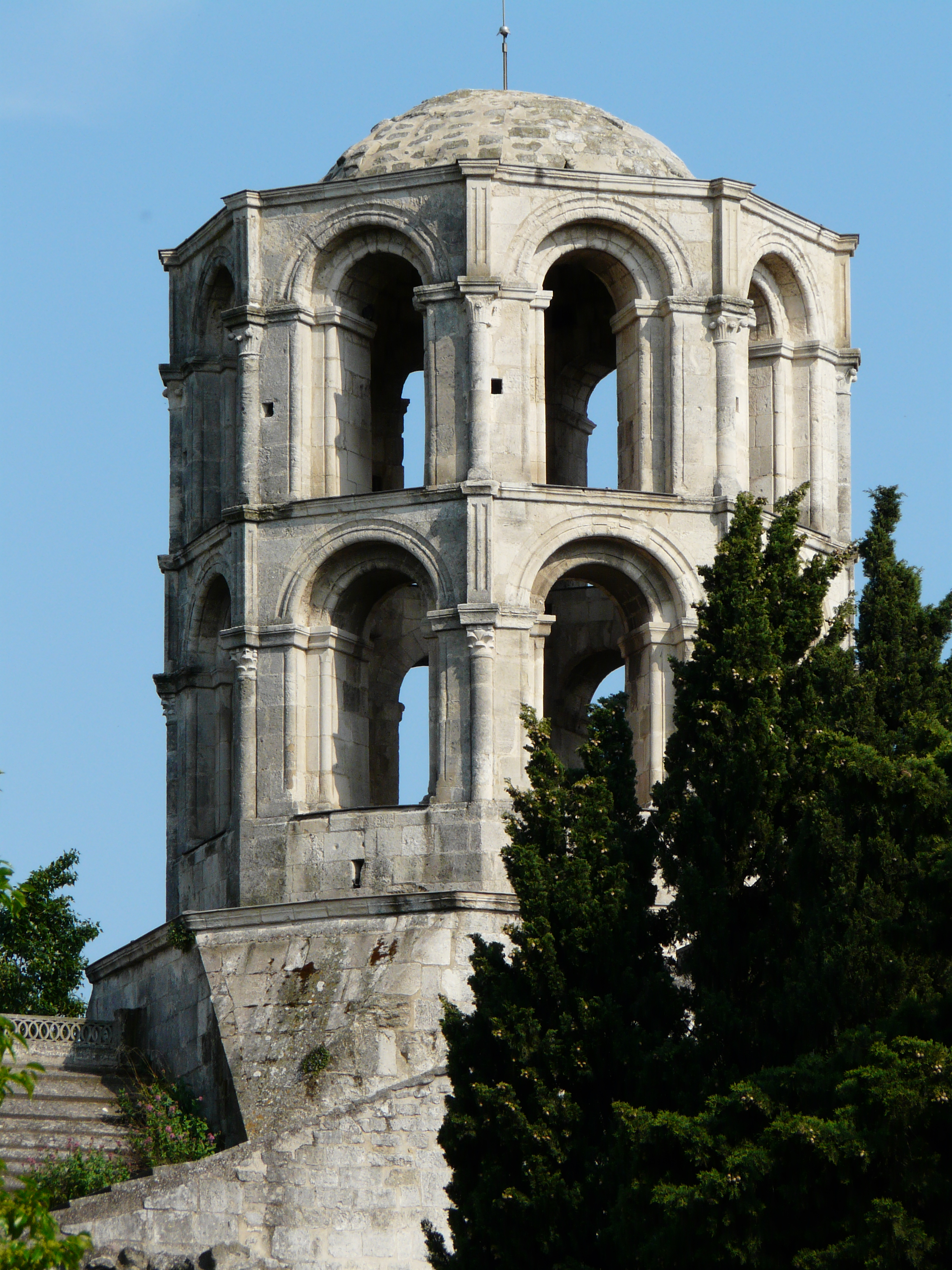
Lanternon de  l'église Saint-Honorat.
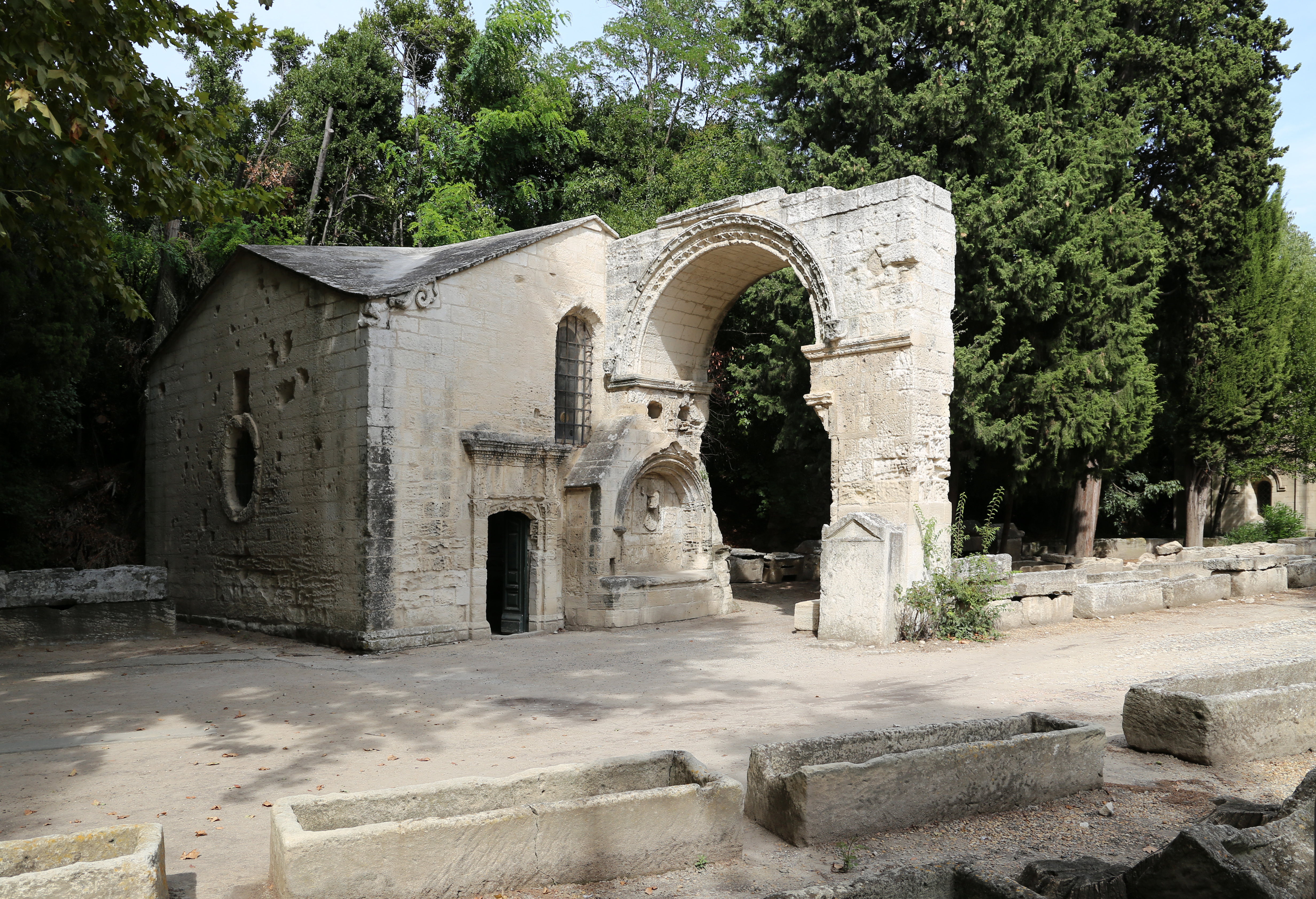
Chapelle Saint-Accurse d'abord expiatoire et puis funéraire.
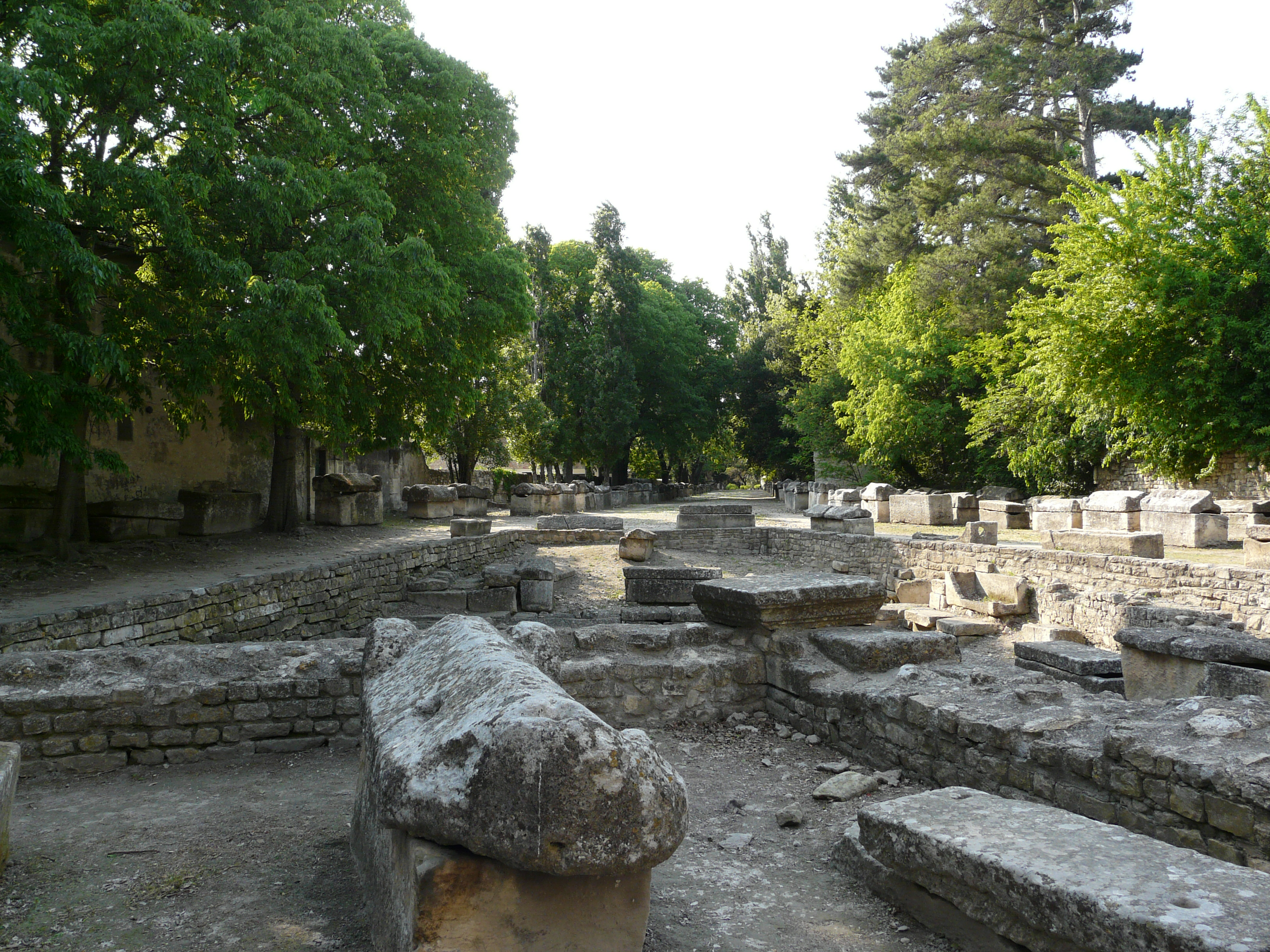
Champ de sarcophages de la promenade des Alyscamps devant l'église Saint-Honorat.

## Les Alyscamps dans les arts
Ce lieu, peint par Van Gogh et Gauguin à l'automne 1888, est devenu alors, au fil du temps, un nouveau quartier d'Arles.

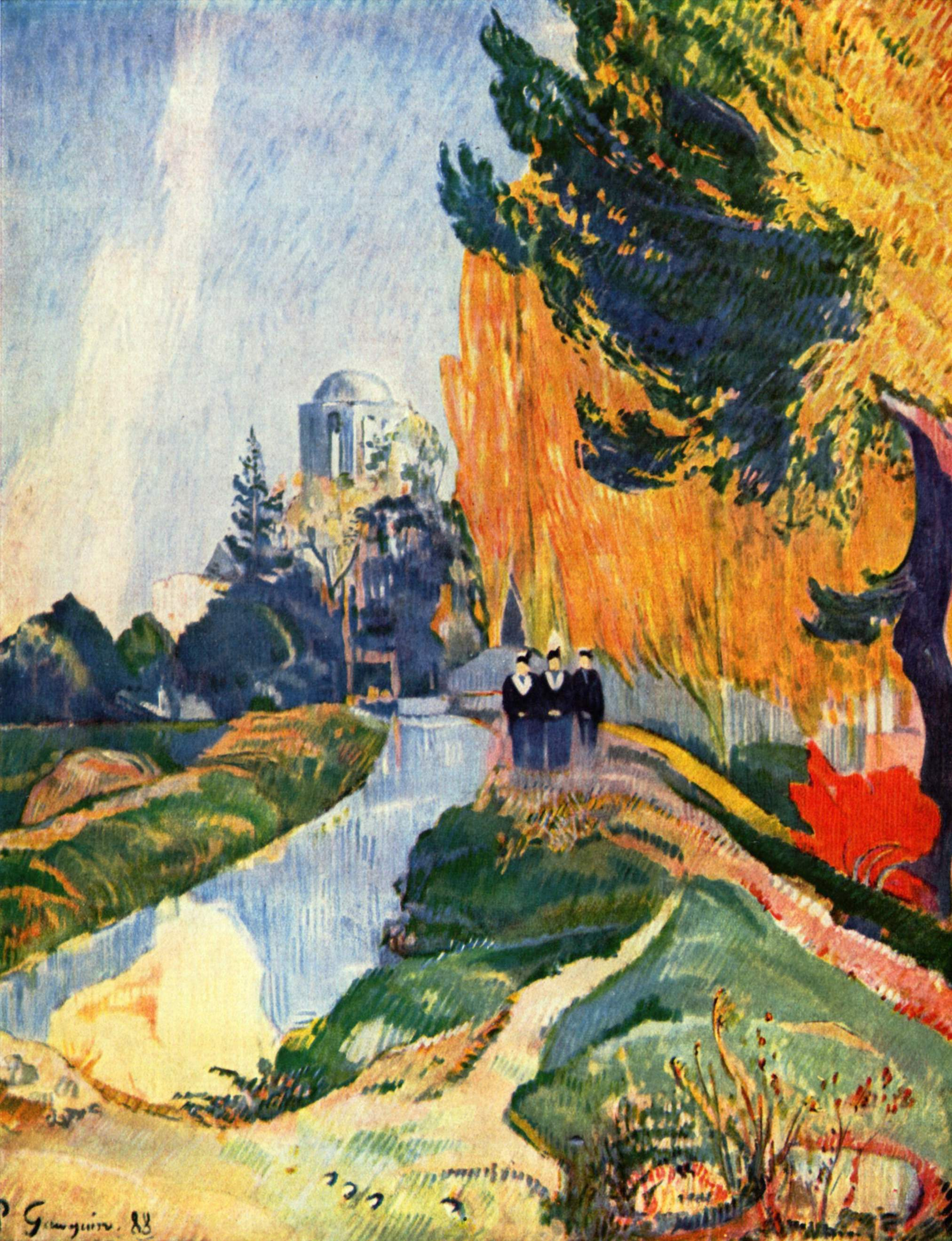
Les Alyscamps de Paul Gauguin (octobre 1888)
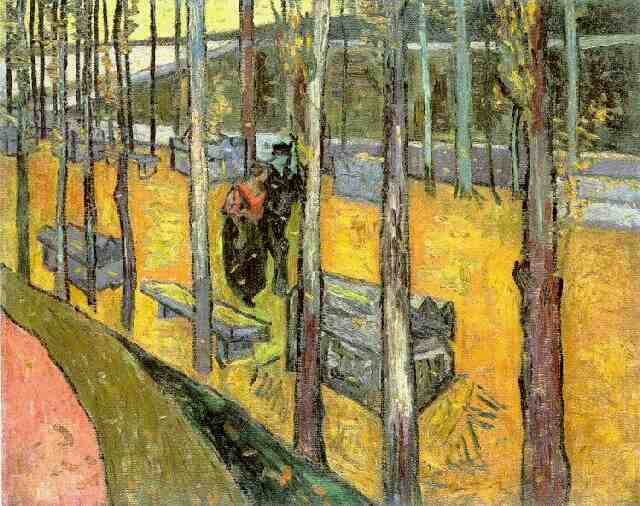
Les Alyscamps de Vincent Van Gogh (octobre 1888)
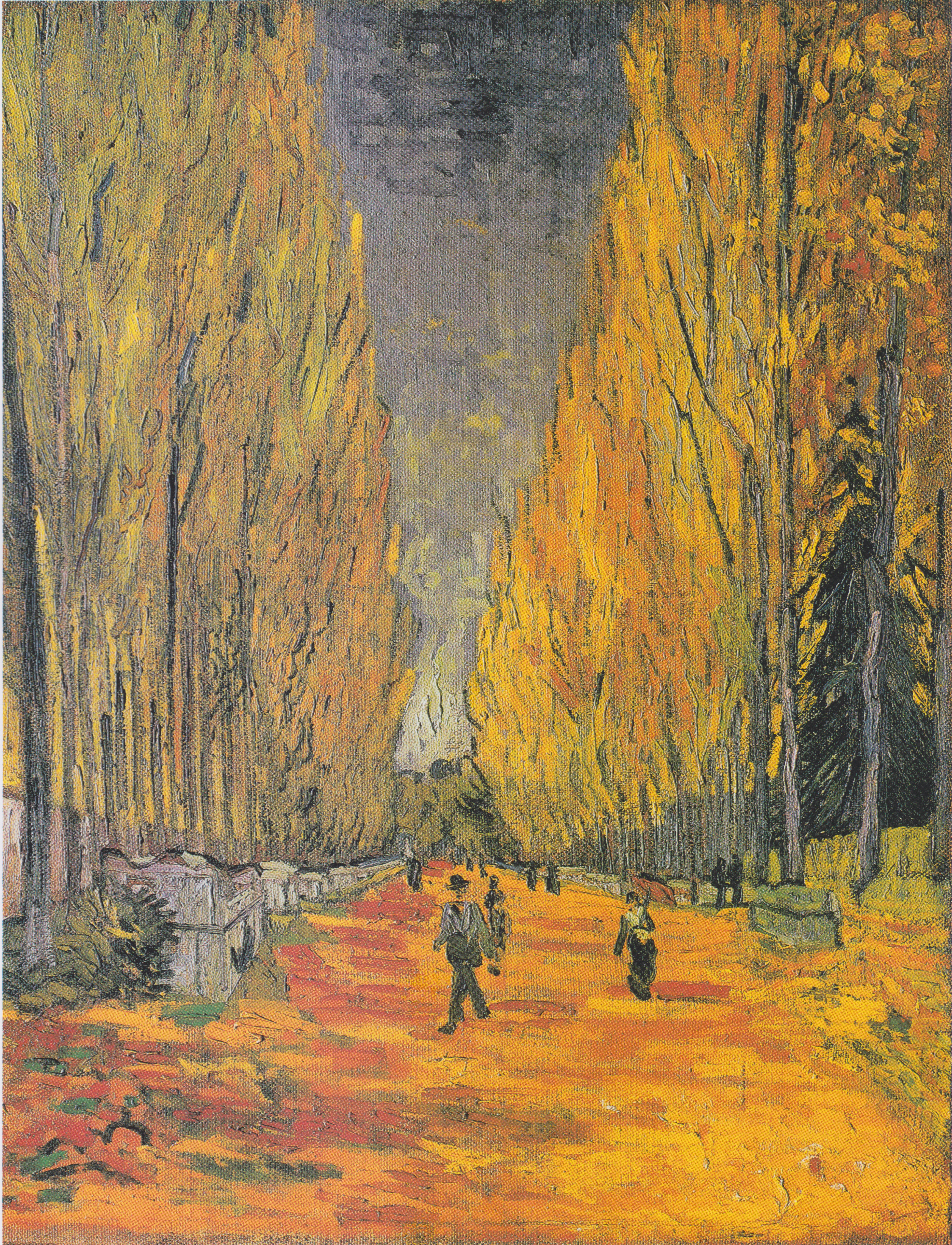
Les Alyscamps de Vincent Van Gogh (novembre 1888)
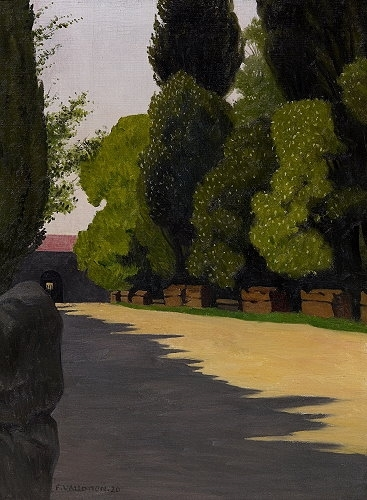
Les Alyscamps, soleil le matin de Félix Vallotton.
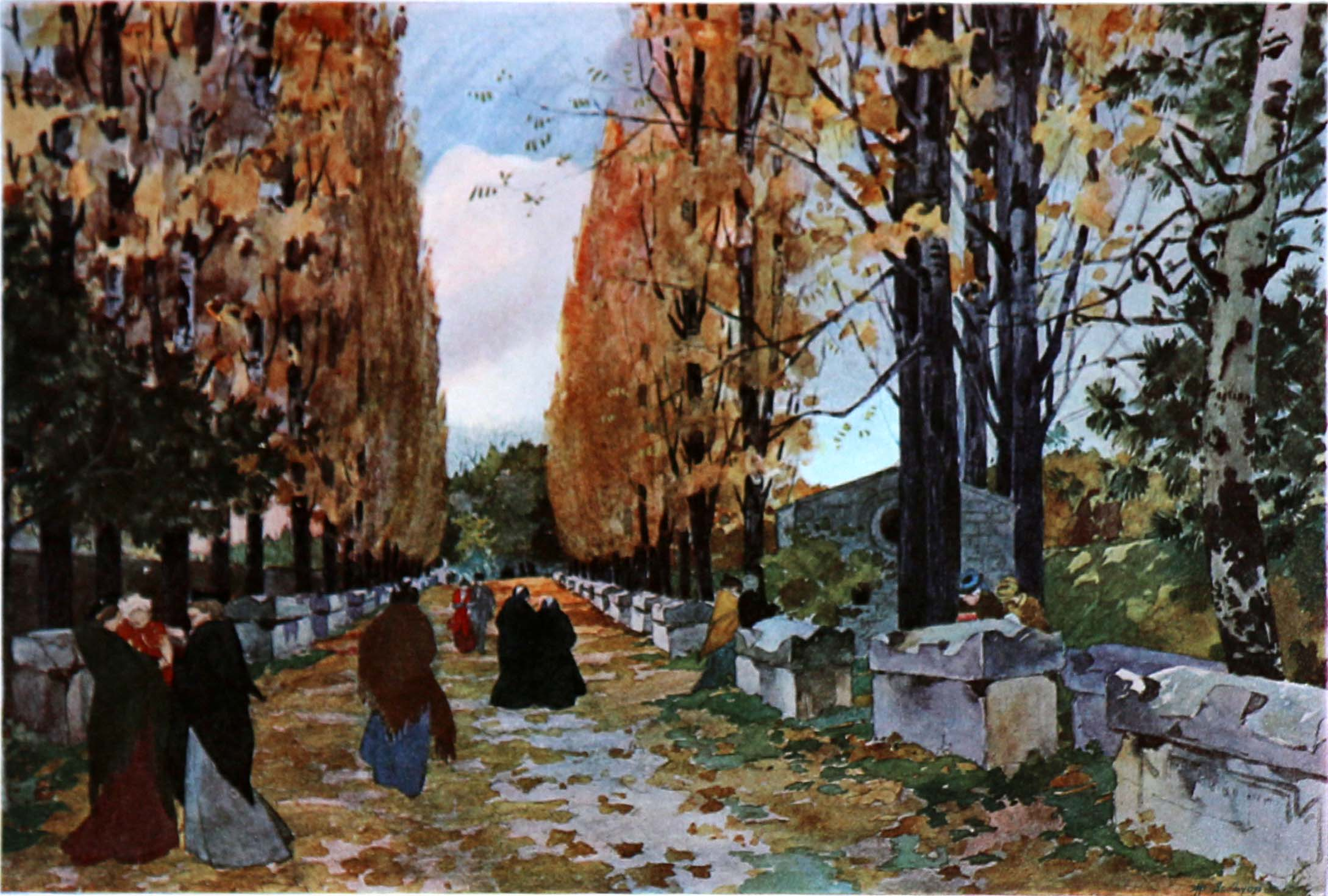
Les Alyscamps peints par Léopold Lelée.

Une allusion aux Alyscamps est faite par Dante dans l'Enfer (Divine Comédie), Chant IX, vers 112 et 115 :
« Tout comme à Arles, où le Rhône s'attarde,
[…] Les sépulcres font le sol inégal. »
Ainsi que dans un poème célèbre de Paul-Jean Toulet :
« Dans Arle, où sont les Aliscams,
Quand l'ombre est rouge, sous les roses,
Et clair le temps, »
Ce poème est mis en chanson en 2021 dans l'album Si vous m'aviez connu de Daniel Auteuil. 
Mais aussi, plus récemment, dans la chanson Emmène-moi du groupe Marc Seberg :
« Et du fond de l'oubli, quelquefois comme des notes de musique,
les souvenirs perdus d'autrefois en vagues mélodies fragiles refont surface
mais très vite, le vent les ramène en Alyscamps. »
Boby Lapointe mentionne également les Alyscamps dans sa chanson  Le Beau Voyage.
Ah oui le merveilleux voyage
Mer-merveilleux mais quel dommage
En Arles où sont les Alyscamps?

Où sont-ils donc?

## Culture
Le 30 mai 2018, la nécropole de Arles a été le théâtre d'un défilé de mode pour la présentation de la collection Cruise 2019, de la maison italienne de luxe Gucci.